# Bank of the West Classic 2008
Bank of the West Classic 2008 — жіночий тенісний турнір, що проходив на відкритих кортах з твердим покриттям Taube Tennis Center у Стенфорді (США). Це був 37-й за ліком Silicon Valley Classic. Належав до турнірів 2-ї категорії в рамках Туру WTA 2008. Тривав з 14 до 20 липня 2008 року. Александра Возняк здобула титул в одиночному розряді.

## Фінальна частина

### Одиночний розряд
Александра Возняк —  Маріон Бартолі, 7–5, 6–3
- Для Возняк це був єдиний титул за кар'єру.

### Парний розряд
Кара Блек /  Лізель Губер —  Олена Весніна /  Віра Звонарьова, 6–4, 6–3